# Eichelhäher
Der Eichelhäher (Garrulus glandarius) ist ein Singvogel aus der Familie der Rabenvögel (Corvidae).
Er ist über Europa, Teile Nordafrikas und des Nahen Ostens sowie in einem breiten Gürtel durch Asien und dort südwärts bis nach Indochina verbreitet. Er brütet in lichten, strukturreichen Wäldern aller Art, in Mitteleuropa aber bevorzugt in Misch- und Laubwäldern. Sein Nahrungsspektrum ist sehr vielfältig, wobei im Sommerhalbjahr tierische, im Winterhalbjahr pflanzliche Nahrung überwiegt. Vor dem Winter werden umfangreiche Vorräte aus Eicheln und anderen Nussfrüchten angelegt.
Süd- und westeuropäische Eichelhäher sind meist Standvögel, mittel-, ost- und nordeuropäische Teilzieher, wobei nur einige nördliche Populationen ihre Brutgebiete im Winter komplett räumen. In manchen Jahren kommt es zu umfangreichen Evasionen nord- und osteuropäischer Populationen.

## Beschreibung

### Aussehen

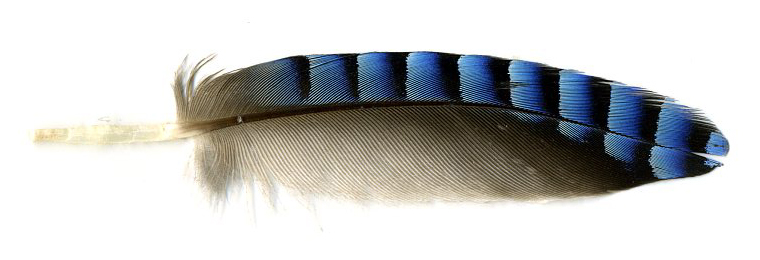
Die Federn im Bereich von Fittich, Handdecken und großen Armdecken haben eine blau-schwarz gebänderte Außenfahne.

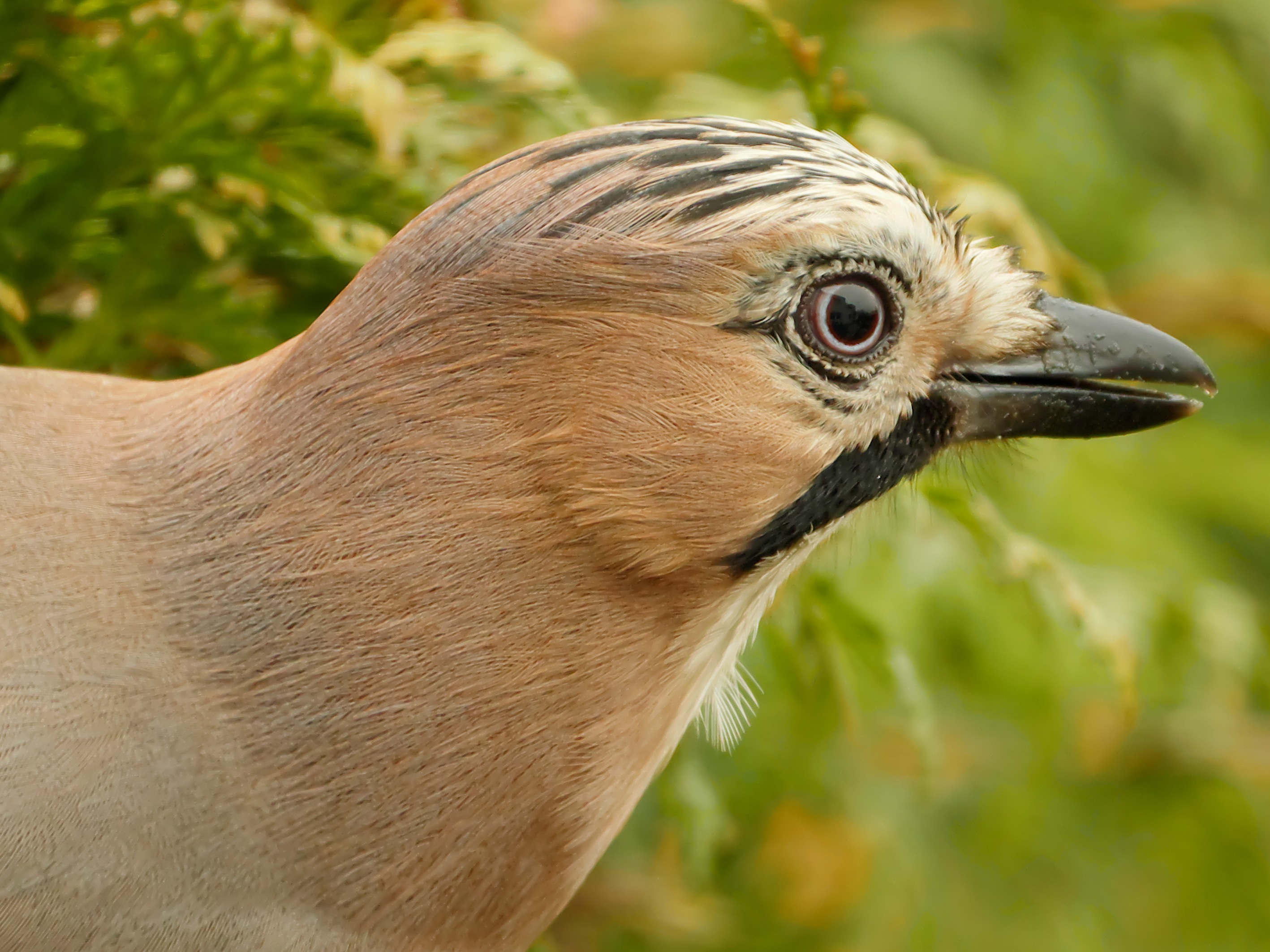
Eichelhäher-Kopf

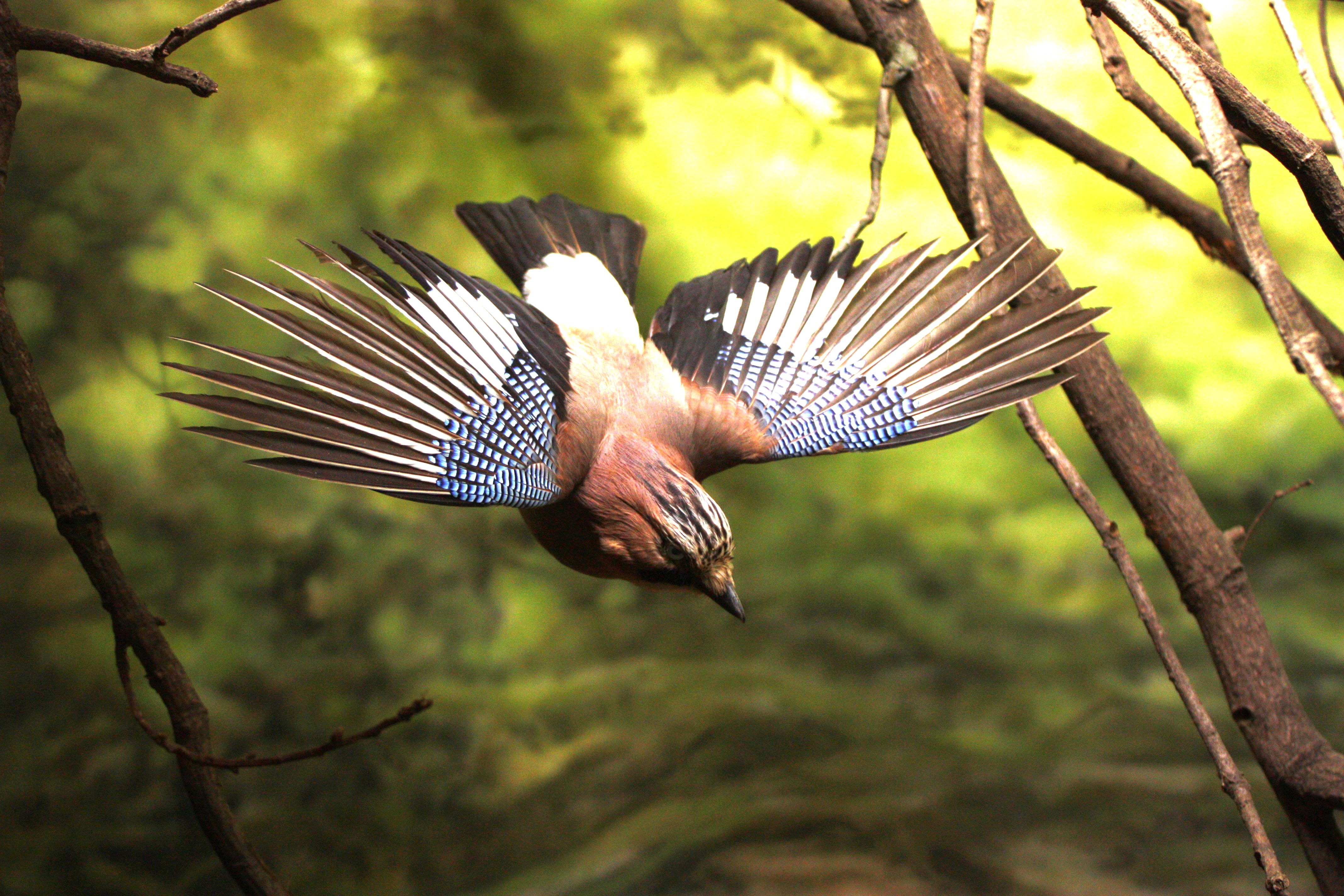
Beim fliegenden Vogel fällt der weiße Bürzel besonders auf.

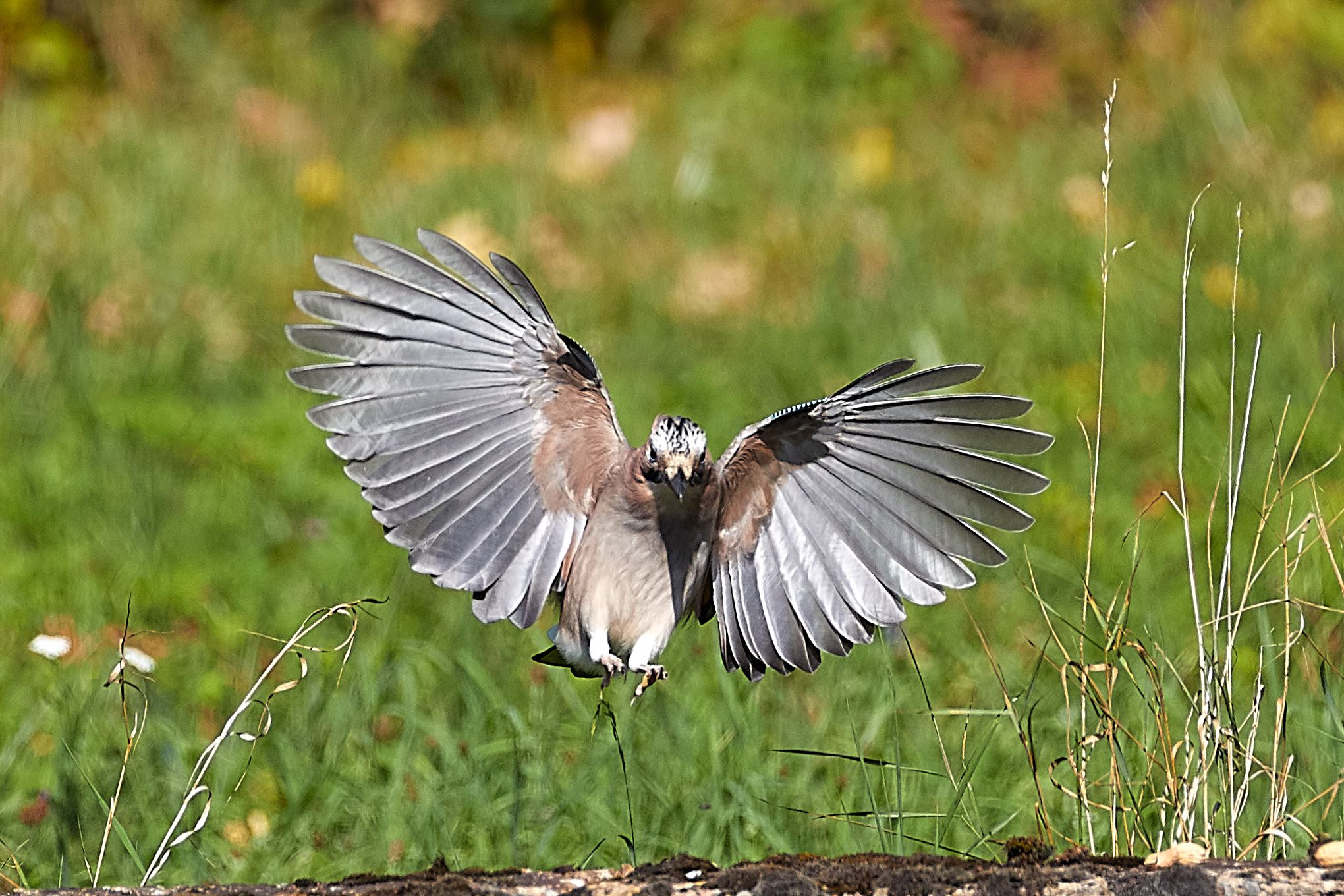
Blick auf Bauch- und ausgebreitete Flügelunterseite des Eichelhähers

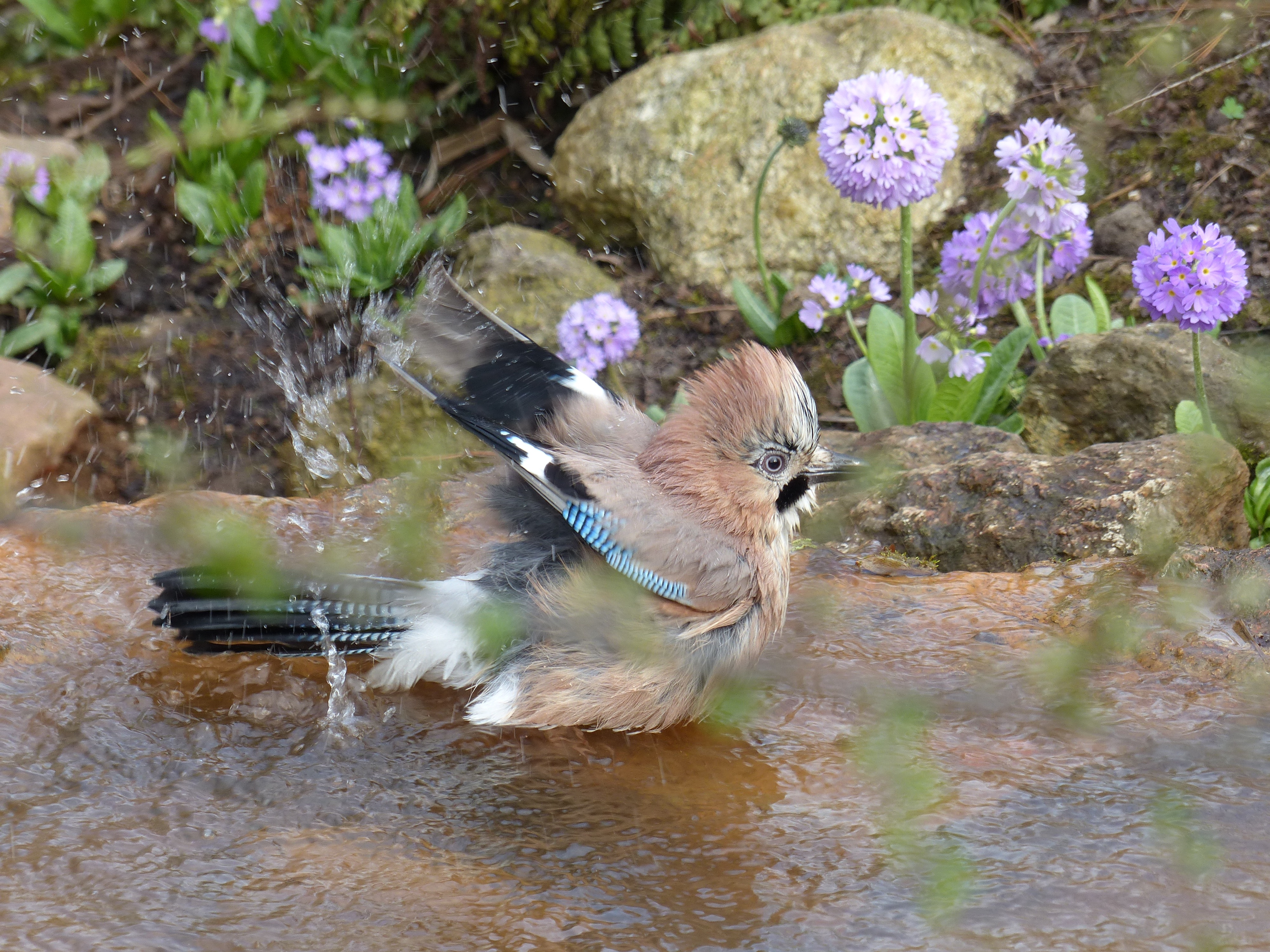
Eichelhäher beim Baden

Der Eichelhäher gehört mit 32 bis 35 cm Körperlänge zu den mittelgroßen Rabenvögeln, seine Flügelspannweite beträgt etwa 53 Zentimeter und sein Gewicht etwa 170 Gramm. Der kräftige Schnabel ist grauschwarz bis schwarz. Die Füße sind graubraun bis braun fleischfarben mit gelblichen oder weißlichen Sohlen. Die Iris ist bläulichgrau mit rötlichem Innen- und Außenring und einer ebensolchen, feinen Sprenkelung.
Die Geschlechter unterscheiden sich nicht in der Gefiederfärbung. Der Kopf ist je nach Unterart mehr oder weniger auffällig gezeichnet. Die Nominatform G. g. glandarius, die in Mittel-, Ost- und Nordeuropa vorkommt, zeigt an Stirn und Scheitel weiße Partien, deren schmale, verlängerte Federn schwarz gestreift sind und die bei Erregung zu einer Haube aufgestellt werden können. Auch die Region um das Auge ist, oft bis auf die vorderen Ohrdecken, weiß mit schwarzer Strichelung. Auffällig ist zudem ein deutlich abgesetzter, schwarzer Bartstreif, der etwa die Ausmaße des Schnabels hat. Kinn und Kehle sind weiß. Hintere Ohrdecken, Halsseiten und Nacken sind rötlich beige bis matt fuchsfarben. Diese Färbung setzt sich auf Rücken, Schultern und Unterseite fort, wobei sie auf dem Rücken eher ins graubräunliche schlägt und auf der Unterseite etwas heller ist. Bauchmitte und Unterschwanzdecken sind wie der hintere Rücken und der Bürzel weiß. Letzteres Merkmal fällt vor allem im Flug oft deutlich auf und kontrastiert zur schwarzbraunen Färbung der Steuerfedern. Deren Basis ist grau mit einer graublauen Querbänderung, die aber von den Oberschwanzdecken verdeckt wird. Der Schwanz schließt mit einer relativ geraden Kante ab.
Auffällig und charakteristisch sind die rundlichen, breiten Flügel gefärbt. Die beigerosa Färbung der Oberseite setzt sich auf Randdecken und mittleren Armdecken fort. Handdecken, Fittich und große Armdecken sind auf der Innenfahne schwarz und tragen an der Außenfahne auf himmelblauem Grund eine schwarze Querbänderung. Diese farbenprächtige Gefiederpartie, die beim sitzenden Vogel ein aus der Ferne leuchtend blaues Feld unterhalb der Schulter bildet, ist ein besonders charakteristisches Artmerkmal. Die Handschwingen sind dunkelbraun mit einem hellen Saum, der zu den inneren Handschwingen hin zunehmend eine blau-schwarze Querbänderung trägt. Die Armschwingen sind schwarzbraun mit einer zur Federbasis hin weißen Außenfahne. Diese bilden beim zusammengelegten Flügel ein weißes Feld und sind auch im Flug deutlich zu erkennen. Teils findet sich in den weißen Bereichen eine, meist nicht sichtbare blau-schwarze Bänderung. Zu den braunschwarzen Schirmfedern hin zeigen mehrere Armschwingen eine kastanienbraune Färbung mit breitem, schwarzen Endsaum.
Das Jugendkleid ähnelt dem Kleid adulter Vögel, ist aber insgesamt etwas dunkler, die Unterseite rötlicher. Die schwarze Streifung der Haube ist weniger kräftig und die schwarz-blaue Bänderung auf den Flügeln weniger feinteilig. Der Schnabel ist braungrau, die Füße blass bräunlich fleischfarben bis graubraun. Die Farbe der Iris ist hell braungrau bis graublau.

### Stimme
Der Alarmruf ist ein lautes, raues und charakteristisches Rätschen (Hörbeispielⓘ). Der üblichere Ruf ist dchää-dchää und bisweilen ist ein bussardartiges, reines piüü zu vernehmen. Der Gesang ist leise schwätzend. Der Eichelhäher ist in der Lage, Stimmen anderer Vögel oder Geräusche nachzuahmen.

### Verhalten
Der tagaktive Eichelhäher verhält sich während der Brutzeit zumeist sehr unauffällig, fällt aber durch sein ausgeprägtes, lautes Warnverhalten auf. Außerhalb der Brutzeit sieht man ihn oft in kleinen, zerstreuten Trupps, ziehend oder auf der Nahrungssuche. Sehr charakteristisch und auffällig ist der Flug der Art, der durch die unregelmäßigen Flügelschläge leicht unbeholfen wirkt und bei dem die auffällige Färbung besonders deutlich zur Geltung kommt. Meist werden nur kurze Strecken überflogen und geschickt die Deckung von Waldrändern und Gebüschen ausgenutzt, wobei weitere Vögel eines Trupps meist mit deutlichem Abstand folgen. Im Wald fliegt der Vogel sehr geschickt und wendig auch in geschlossenen Beständen. Auf dem Boden und im Geäst bewegt er sich meist hüpfend, wobei oft der Schwanz kurz aufgespreizt wird.

## Verbreitung

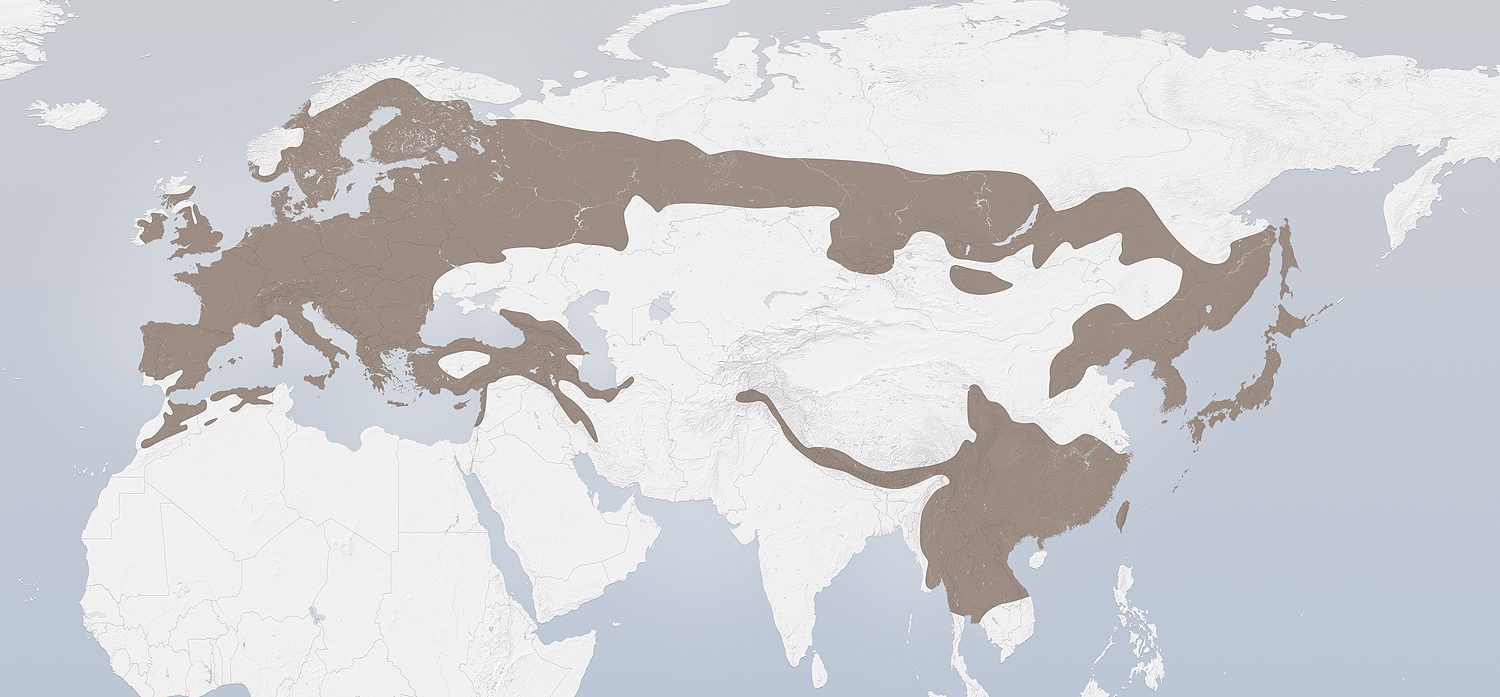
Brutverbreitung des Eichelhähers

Der Eichelhäher ist in weiten Teilen der Paläarktis und der Orientalis beheimatet. Er besiedelt ganz Europa, wo es nur im Norden der Britischen Inseln und Skandinaviens sowie auf der Iberischen Halbinsel Verbreitungslücken gibt. Im Mittelmeerraum besiedelt er zudem die Atlasregion in Nordafrika, den östlichen Rand des Mittelmeers bis in den Norden Israels und Kleinasien. Hier gibt es in der Mitte eine größere Vorkommenslücke. Ostwärts reicht die Verbreitung bis an die Krim, die Kaukasusregion und in die Gebirgsregionen von Iran und Irak. Nördlich des Schwarzen Meeres zieht sich die Verbreitung durch die Laubwaldzone und die südliche Taiga bis Sachalin, Korea und Japan und reicht in einem ostasiatischen Arm, der große Teile Chinas umfasst, südwärts bis nach Indochina und westwärts bis in den Himalaya.

## Wanderungen

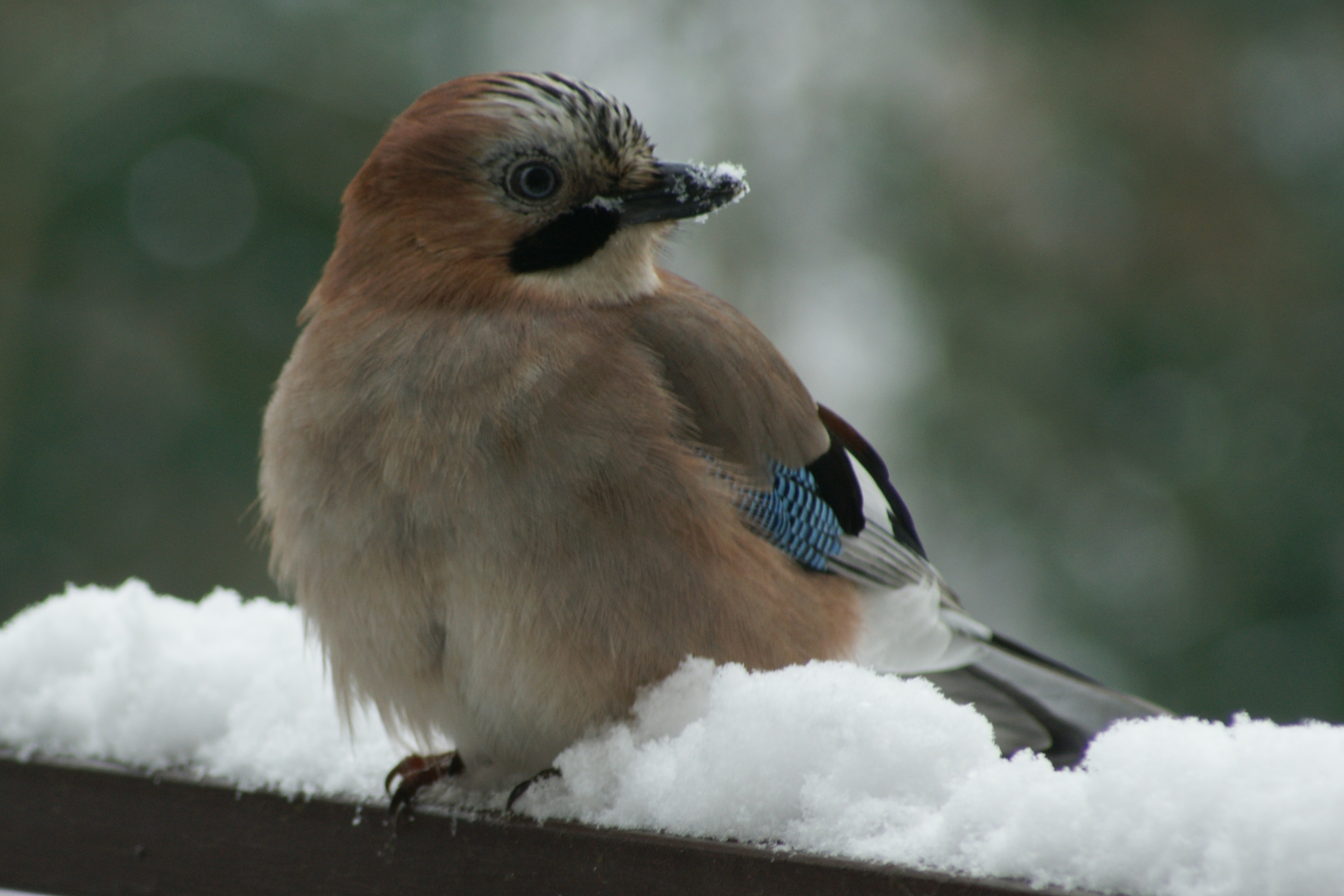
Eichelhäher im Winter

Der Eichelhäher ist ein Teilzieher, dessen Wanderungsverhalten recht komplex ist und der zu Evasionen neigt, die teils nur lokale oder regionale, in einigen Jahren aber auch sehr spektakuläre, großräumige Ausmaße haben können.
Bei den süd- und westeuropäischen Populationen handelt es sich vorwiegend um Stand- oder Strichvögel. Die Vögel Mittel-, Ost- und Nordeuropas sind Teilzieher, wobei vor allem die Vögel aus der Region der borealen Nadelwälder im Winter ihre Brutgebiete weitgehend verlassen. Dabei zeigt die Art mit einer zeitlich weitgehend festgelegten Zugphänologie und der meist einheitlichen Zugrichtung nach Südwesten Merkmale eines echten Zugvogels. In vielen Teilen Europas ziehen – vermutlich bedingt durch diese Veranlagung und belegt durch Ringfunde – regelmäßig Einzelvögel in südwestlicher Richtung weg, was aber aufgrund der Überlagerung durch andere Zugbewegungen kaum registriert wird. Die zurückgelegte Entfernung liegt dabei meistens unter 100 km. Ansonsten gibt es im Herbst oft und teils durch Witterungsbedingungen ausgelöst einen lokalen Dispersionszug, bei dem aber meist keine einheitliche Zugrichtung festgestellt werden kann.
Bei größeren Evasionen ist die vorherrschende Zugrichtung meist Südwest-West. Der Grund für diese Wanderungsbewegungen liegt offenbar nicht in Nahrungsmangel, denn sie erfolgen auch in Jahren mit reichem Nahrungsangebot. Vielmehr folgen größere Evasionen zum einen auf Jahre mit besonders gutem Bruterfolg und korrelieren zum anderen mit dem Mastzyklus verschiedener Nussfrüchte tragender Bäume wie Stiel- und Traubeneiche sowie zum Teil auch der Rotbuche. In manchen Jahren kann ein verminderter Fruchtansatz bei allen diesen Arten zusammentreffen, was für den Eichelhäher die Anlage von Wintervorräten erschwert. Offenbar sind in diesen Jahren die Evasionen besonders ausgeprägt. Die Frequenz der Jahre, in denen großräumige Evasionen registriert wurden, ist keine regelmäßige. Im nördlichen Mitteleuropa fielen sie in die Jahre 1882, 1898, 1916, 1932, 1933, 1936, 1947, 1955, 1964, 1972, 1977 und 1983. 1964 wurden dabei beispielsweise bei Danzig innerhalb von einem knappen Monat 35.000 ziehende Vögel gezählt, der größte Schwarm bestand dabei aus 1682 Exemplaren.
Bei seinen Zugbewegungen meidet der Eichelhäher größere freie Areale und vor allem Wasserflächen. Diese umfliegt er meist und folgt Küsten- und Uferlinien oder Rändern von großen Waldgebieten, was bisweilen zu deutlichen Ablenkungen von der Zugrichtung führen kann.
Der Herbstzug setzt – sowohl beim üblichen Wegzug oder Dispersal, als auch bei Evasionen – in Mitteleuropa meist in der zweiten Septemberdekade, ausnahmsweise schon Anfang September oder Ende August ein, erreicht seinen Höhepunkt in der zweiten Septemberhälfte und ist meist Mitte Oktober abgeschlossen. Der Heimzug erfolgt meist im März und ist oft sehr viel schwächer ausgeprägt als der Wegzug. Der Heimzug von Evasionsvögeln erfolgt oft später im April und im Mai, manchmal wurden auch im Juni noch ziehende Vögel festgestellt.

## Geografische Variation

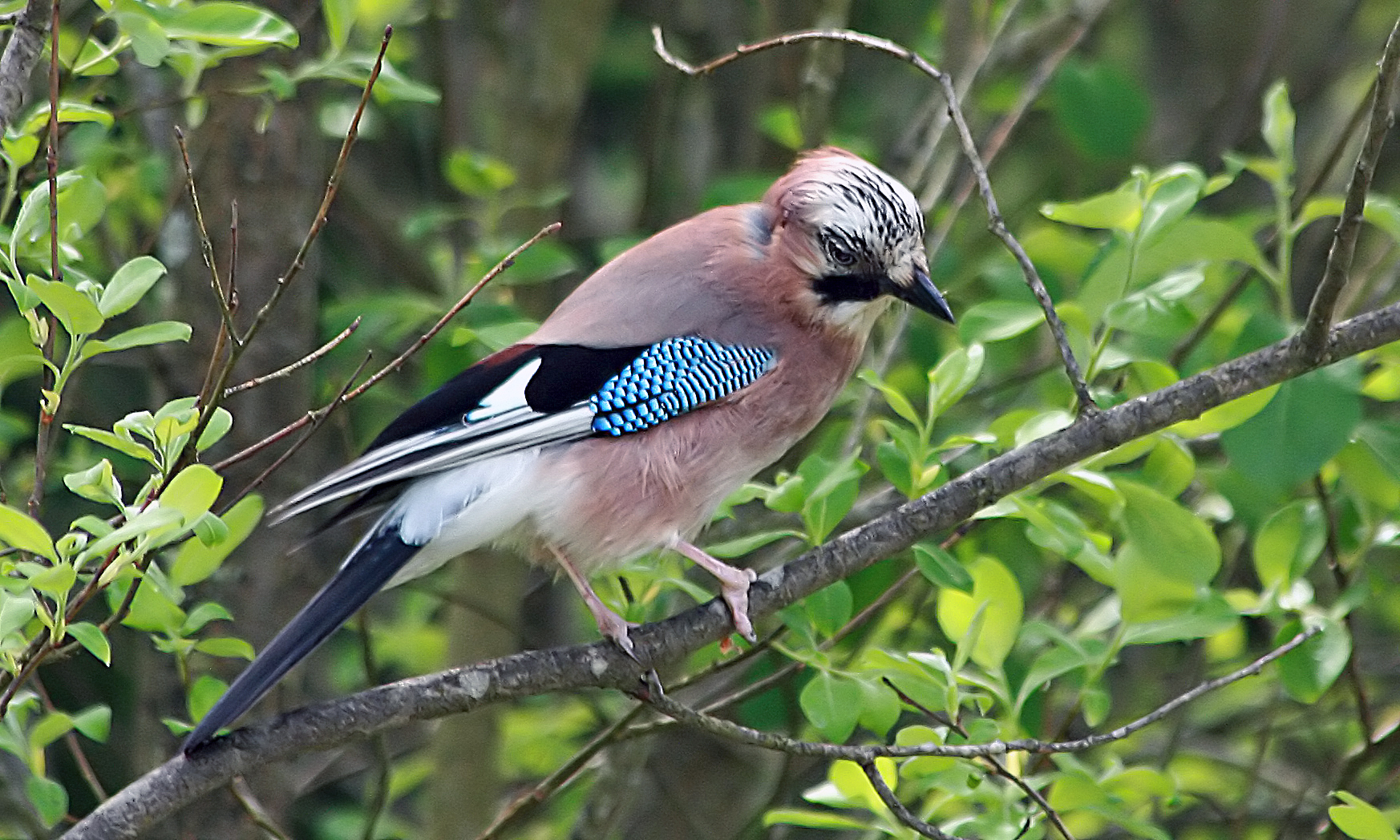
Eichelhäher, Unterart G. g. albipectus

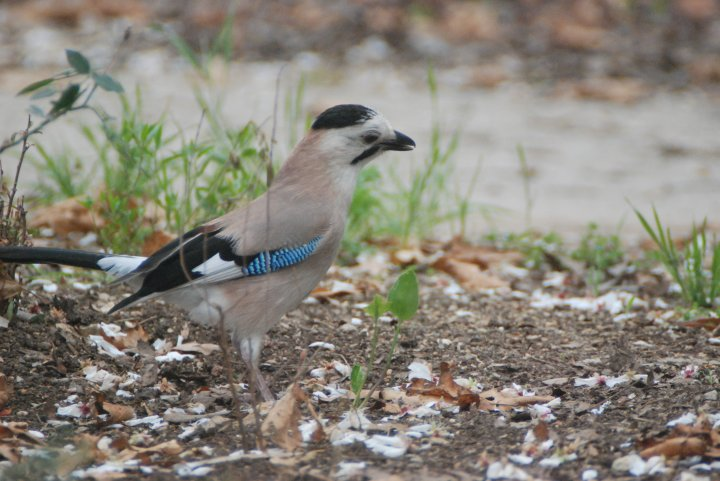
Die Unterart G. g. atricapillus in Israel

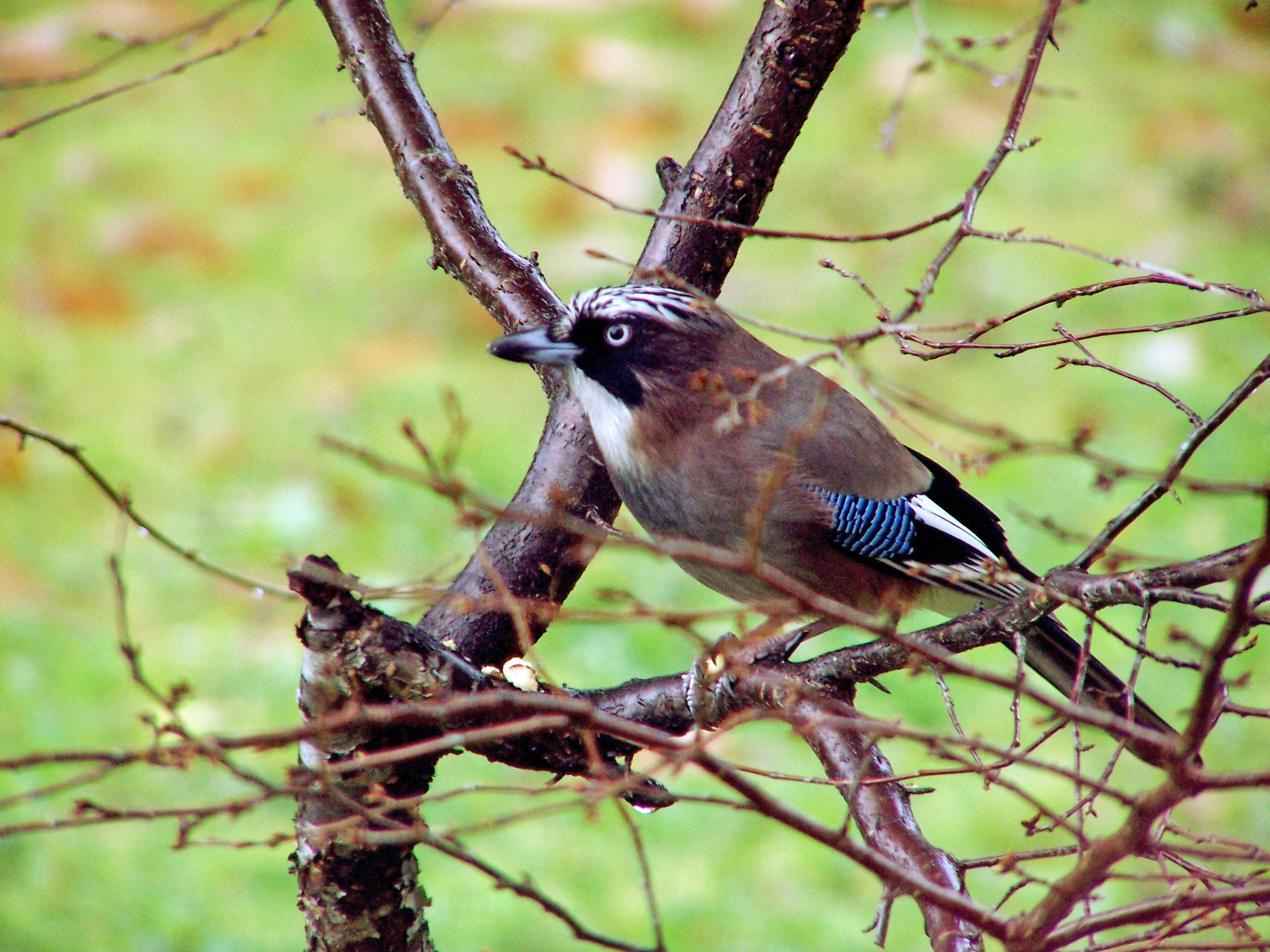
Die Unterart G. g. japonicus

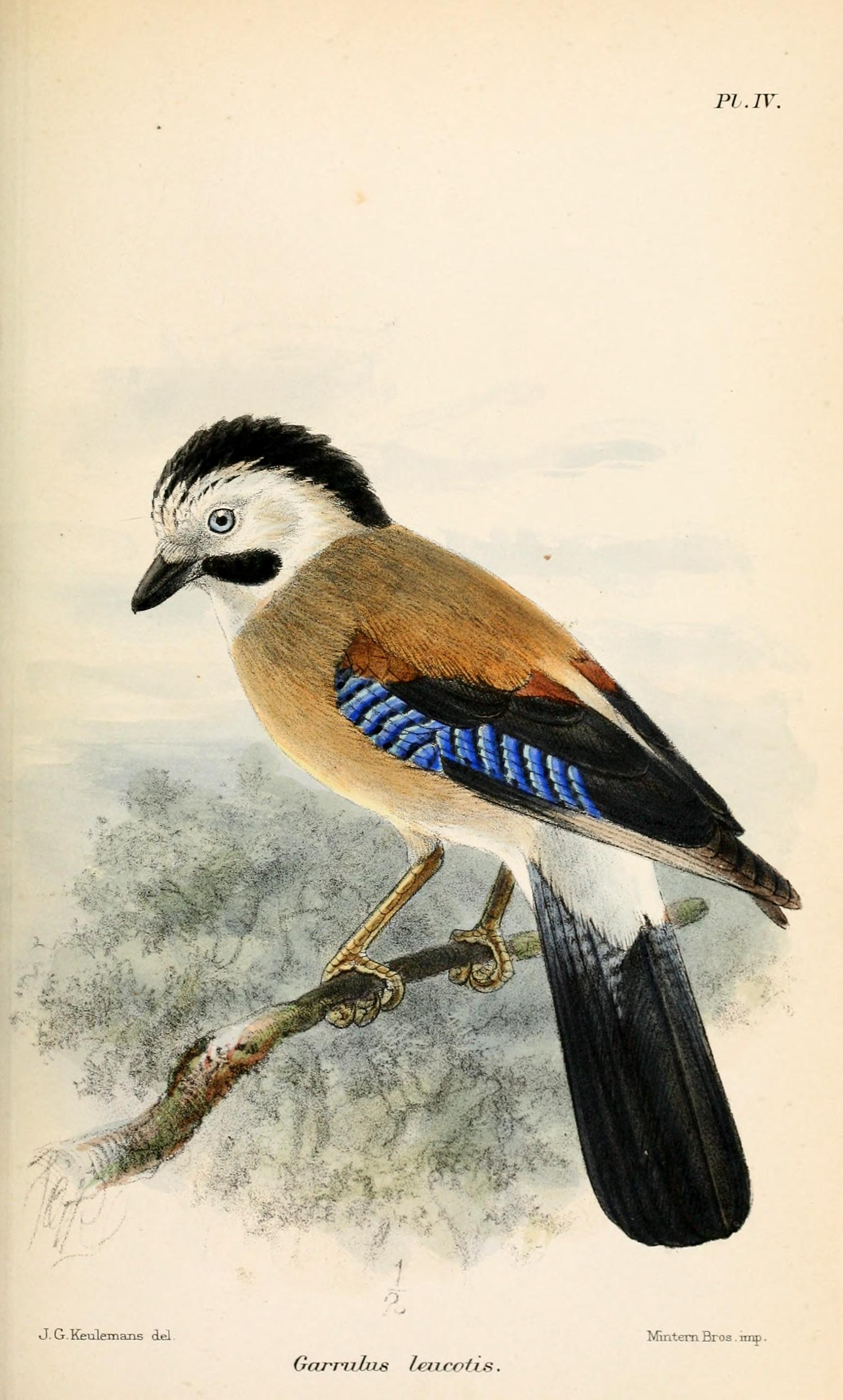
Darstellung der Unterart G. g. leucotis

Der Eichelhäher zeigt eine sehr ausgeprägte geografische Variation. Es werden bisweilen fast 70 Unterarten beschrieben, von denen hier 34 weitgehend anerkannte aufgeführt sind. Diese können in acht Subspeziesgruppen eingeteilt werden. Sie sind entweder geografisch isoliert oder durch intermediäre Populationen miteinander verbunden. Innerhalb der Subspeziesgruppen ist die Variation der charakteristischen Merkmale meist klinal ausgeprägt.

### glandarius-Gruppe
Diese Subspeziesgruppe, zu der die Nominatform gehört, besiedelt Europa bis zum Ural und südwärts bis zur Mittelmeerregion. Sie ist rötlich graubraun gefärbt und zeigt einen gestrichelten Oberkopf.
- G. g. glandarius (Linnaeus, 1758) – Nord- und Mitteleuropa ostwärts bis in den Ural
- G. g. hibernicus Witherby & E. J. O. Hartert, 1911 – Irland
- G. g. rufitergum E. J. O. Hartert, 1903 – Mittleres und südliches Schottland, England, Wales und nordwestliches Frankreich
- G. g. fasciatus (A. E. Brehm, 1857) – Iberische Halbinsel
- G. g. albipectus O. Kleinschmidt, 1920 – Italien, Sizilien und dalmatische Küste
- G. g. ferdinandi Keve-Kleiner, 1943 – Osten Bulgariens und angrenzende Gebiete im nördlichen Thrakien
- G. g. graecus Keve-Kleiner, 1939 – Westlicher Balkan und das griechische Festland
- G. g. cretorum R. Meinertzhagen, 1920 – Kreta
- G. g. corsicanus Laubmann, 1912 – Korsika
- G. g. ichnusae O. Kleinschmidt, 1903 – Sardinien
- G. g. glaszneri Madarász, 1902 – Zypern

### cervicalis-Gruppe
Diese Gruppe ist im nordwestlichen Afrika verbreitet. Die Oberseite ist zweifarbig: Oberkopf und teils auch der Nacken sind rotbraun, weinrot oder schwarz, wobei der Oberkopf breit gestrichelt ist. Dazu kontrastierend ist der Rücken grau.
- G. g. cervicalis Bonaparte, 1853 – Nördliches und nordöstliches Algerien sowie Tunesien
- G. g. whitakeri E. J. O. Hartert, 1903 – Nördliches Marokko und nordwestliches Algerien
- G. g. minor J. Verreaux, 1857 – Mittleres Marokko und algerisches Atlasgebirge

### atricapillus-Gruppe
Diese Gruppe bewohnt den östlichen Mittelmeerrand und Kleinasien sowie Teile der Kaukasusregion und die Krim. Die Unterarten zeigen einen schwarzen Oberkopf mit verlängerter Haube und ausgedehnt weißer Stirn. Nacken und Rücken sind einheitlich gefärbt. Auf der europäischen Seite des Bosporus gibt es eine Mischpopulation mit der Unterart G. g. graecus.
- G. g. atricapillus I. Geoffroy Saint-Hilaire, 1832 – Westliches Syrien, westliches Jordanien und angrenzende Teile Israels
- G. g. krynicki Kaleniczenko, 1839 – Kaukasus und nordöstliche Türkei
- G. g. samios Keve-Kleiner, 1939 – Samos und möglicherweise Kos
- G. g. anatoliae Seebohm, 1883 – Westliche, mittlere und östliche Türkei ostwärts bis in den Norden des Irak und westlicher Iran
- G. g. iphigenia Sushkin & Ptuschenko, 1914 – Krim

### hyrcanus-Gruppe
Diese Gruppe umfasst nur die gleichnamige Unterart, die die Nordflanke des Elburs-Gebirges besiedelt und durch eine Hybridpopulation mit der Unterart G. g. krynicki verbunden ist. Stirn und Haube sind schwarz, Letztere zeigt aber rötlich gerandete Federn.
- G. g. hyrcanus Blanford, 1873 – Südöstliches Aserbaidschan und nördlicher Iran

### brandtii-Gruppe
Diese Gruppe besiedelt Nordrussland bis Nordjapan und ist an einem fuchsroten oder rotbraunen Kopf mit gestricheltem Oberkopf erkenntlich. Die übrige Oberseite ist grauer als bei der glandarius-Gruppe. Es gibt Mischpopulationen mit der letztgenannten wie auch mit der asiatischen bispecularis-Gruppe.
- G. g. brandtii Eversmann, 1842 – Südliches Sibirien vom Ural ostwärts bis Sachalin, südwärts bis in die nördliche Mongolei, Nordwesten und Nordosten Chinas, Korea und Hokkaidō
- G. g. kansuensis Stresemann, 1928 – Mittleres China (Qinghai, Gansu und nordwestliches Sichuan)
- G. g. pekingensis Reichenow, 1905 – Östliches China (südliches Liaoning, Shanxi, Hebei)

### bispecularis-Gruppe
Diese Gruppe ist vom Himalaya bis nach China verbreitet. Der Oberkopf ist ungestrichelt, Kopf und Rücken sind einheitlich gefärbt. Der weiße Spiegel auf den Armschwingen ist durch eine blau-schwarz-weiße Sperberung ersetzt.
- G. g. bispecularis Vigors, 1831 – Westlicher Himalaya ostwärts bis in den Westen Nepals
- G. g. sinensis Swinhoe, 1871 – Südliche Mitte, Süden und Osten Chinas sowie nördliches Myanmar
- G. g. interstinctus E. J. O. Hartert, 1918 – östlicher Himalaya, südliches Assam und südöstliches Xizang
- G. g. oatesi Sharpe, 1896 – Nordwestliches Myanmar
- G. g. haringtoni Rippon, 1905 – Westliches Myanmar
- G. g. taivanus Gould, 1863 – Taiwan

### leucotis-Gruppe
In dieser Gruppe steht nur die namensgebende Unterart. Sie ist durch eine schwarze Haube und einen doppelten blau-schwarz-weißen Flügelspiegel gekennzeichnet.
- G. g. leucotis Hume, 1874 – Mittleres und östliches Myanmar, südliches China (südliches Yunnan), Thailand sowie mittleres und südliches Indochina

### japonicus-Gruppe
Diese Subspecies-Gruppe besiedelt Japan mit Ausnahme von Hokkaidō. Sie trägt einen schwarzen Zügel, der mit einem breiten schwarzen Bartstreif verbunden ist. Oberkopf und Haube sind schwarz mit breit weiß gerandeten Federn. Die Außenfahnen der äußeren Armschwingen sind sehr ausgedehnt weiß.
- G. g. japonicus Temminck & Schlegel, 1847 – Mittleres Japan (Honshū und Oshima).
- G. g. tokugawae Takatsukasa, 1931 – Sado
- G. g. hiugaensis Momiyama, 1927 – Kyushu
- G. g. orii Nagamichi Kuroda, 1923 – Yakushima

## Lebensraum
Der Eichelhäher besiedelt in Mitteleuropa zur Brutzeit Laub-, Misch- und Nadelwälder. Bevorzugt kommt er in lichten Beständen vor, die eine reiche untere Baumschicht oder eine hohe Strauchschicht aufweisen oder aber in reichstrukturierten Wäldern, in denen sich kleinflächig verschiedene Altersstufen, Lichtungen, Dichtungen oder Schläge abwechseln. In monotonen Waldformen wie Fichten- oder Kiefernforsten, aber auch beispielsweise Buchenhallenwäldern, kommt er in geringer Dichte, nur in Randbereichen oder im Bereich von Lichtungen und Schlägen vor.
In entsprechend waldähnlichen Habitaten brütet er auch in Siedlungsnähe, etwa in Parks, ausgedehnten Gärten oder auf Friedhöfen. In der offenen Landschaft ist der Eichelhäher zur Brutzeit nur selten zu finden. Zur Fruchtreife nach der Brutzeit sucht er aber gezielt einzeln stehende Eichen oder Haselsträucher in der offenen Landschaft auf.
Im Mittelmeerraum und in Kleinasien besiedelt der Eichelhäher bewaldete Hänge, Trockenwald, Bergwälder, Pinienbestände, Olivenhaine und andere Pflanzungen. Auch hier kommt er bisweilen in Stadtnähe vor. In der skandinavischen Nadelwaldzone werden vor allem besonders nahrungsreiche Waldstandorte besiedelt, bevorzugt Kiefern-Fichtenwälder mit möglichst hohem Fichtenanteil. In Sibirien lebt die Art offenbar hauptsächlich in Nadelwäldern. In der Kaukasusregion und in China lässt sich eine Bevorzugung von Eichenwäldern erkennen, während in anderen Regionen Asiens keine Bevorzugung festzustellen ist. In den tropischen Regionen Südasiens besiedelt er trockene, subtropische Wälder, Bergwälder, offene Dschungel und Indaing-Wälder.
Die Höhenverbreitung ist lokal sehr unterschiedlich und offenbar meist von geeigneten Habitaten abhängig. In den europäischen Gebirgen siedelt er sich bis in Höhen zwischen 900 und 2000 m an, im Himalaya findet man ihn in bis zu 3300 m Höhe. In manchen Gebirgen fehlt er ganz, manchmal ist er nur an Hängen mit Südausrichtung zu finden.

## Raumbedarf und Siedlungsdichte
Der Eichelhäher bewohnt ganzjährig ein Revier, dessen Grenzen nicht genau festgelegt sind und von dem nur die nähere Umgebung des Neststandortes zur Brutzeit wirklich verteidigt wird. Die Reviergröße liegt dabei meist zwischen 2 und 10 Hektar, wobei der Raumbedarf und der individuelle Aktionsradius selbst zur Brutzeit davon stark abweichen können. In der offenen Landschaft brütet der Eichelhäher bisweilen schon in kleinen Feldgehölzen ab 0,75 ha Größe. Der minimale Nestabstand betrug 100 m.
Bei einer Telemetrieuntersuchung im südlichen Schweden wurde festgestellt, dass die Größe des Aktionsraums je nach Lebensraumqualität variiert und in günstigsten Habitaten um 25, in weniger günstigen um 40 ha liegt. Eine andere Untersuchung dort zeigte, dass die durchschnittliche Größe zwischen der Vorbrutzeit und der Brutzeit nur gering schwankt. In der Toskana schwankte der Aktionsraum im April zwischen 5,5 und 83,2 ha, von Juli bis November – also in der Hauptsammelzeit – zwischen 42,5 und 358,8 ha.
Die Siedlungsdichte lässt sich bei dieser Art relativ schwer bestimmen, da sie sich zur Brutzeit recht heimlich verhält, wodurch sich Erfassungsungenauigkeiten ergeben können. Für Mitteleuropa liegen die Durchschnittswerte in Waldgebieten meist knapp unter einem Brutpaar pro 10 ha. Die Maximalwerte übersteigen dabei 1,5–2 Brutpaare pro 10 ha nur selten. In günstigen Habitaten liegen sie bei etwa 2–4 Bp./10 ha, Ausnahmewerte von 5–8 Bp./10 ha werden manchmal nach Invasionsjahren erreicht. Die großräumige Siedlungsdichte in der Kulturlandschaft liegt meist unter 1 Brutpaar pro km².

## Ernährung

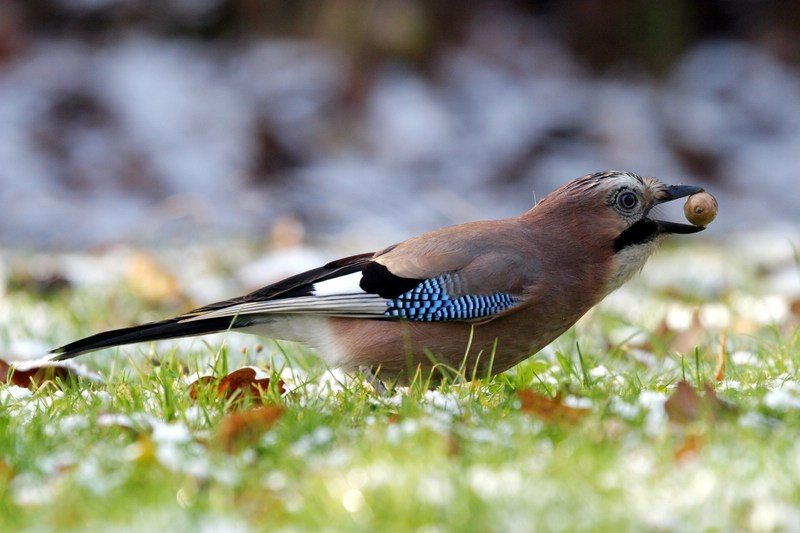
Vor dem Winter werden bedeutende Vorräte aus Eicheln gesammelt.

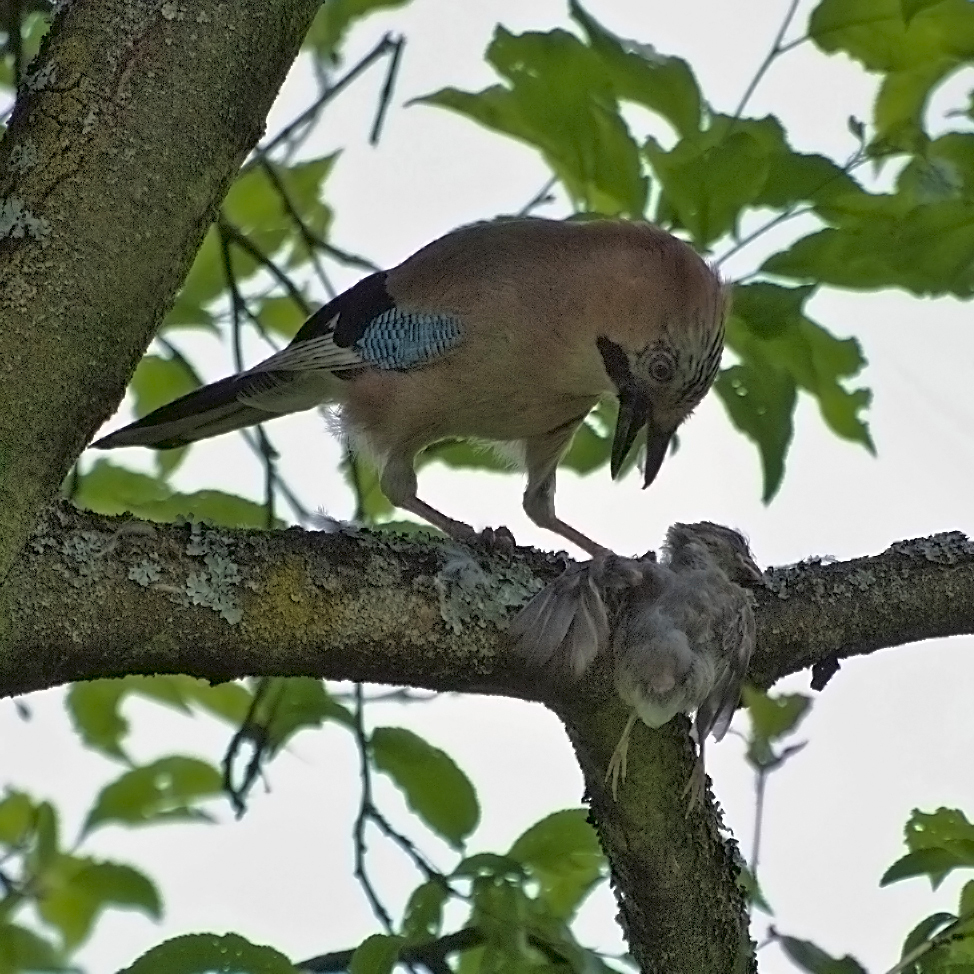
Eichelhäher mit erbeutetem Singvogelnestling

### Nahrungsspektrum

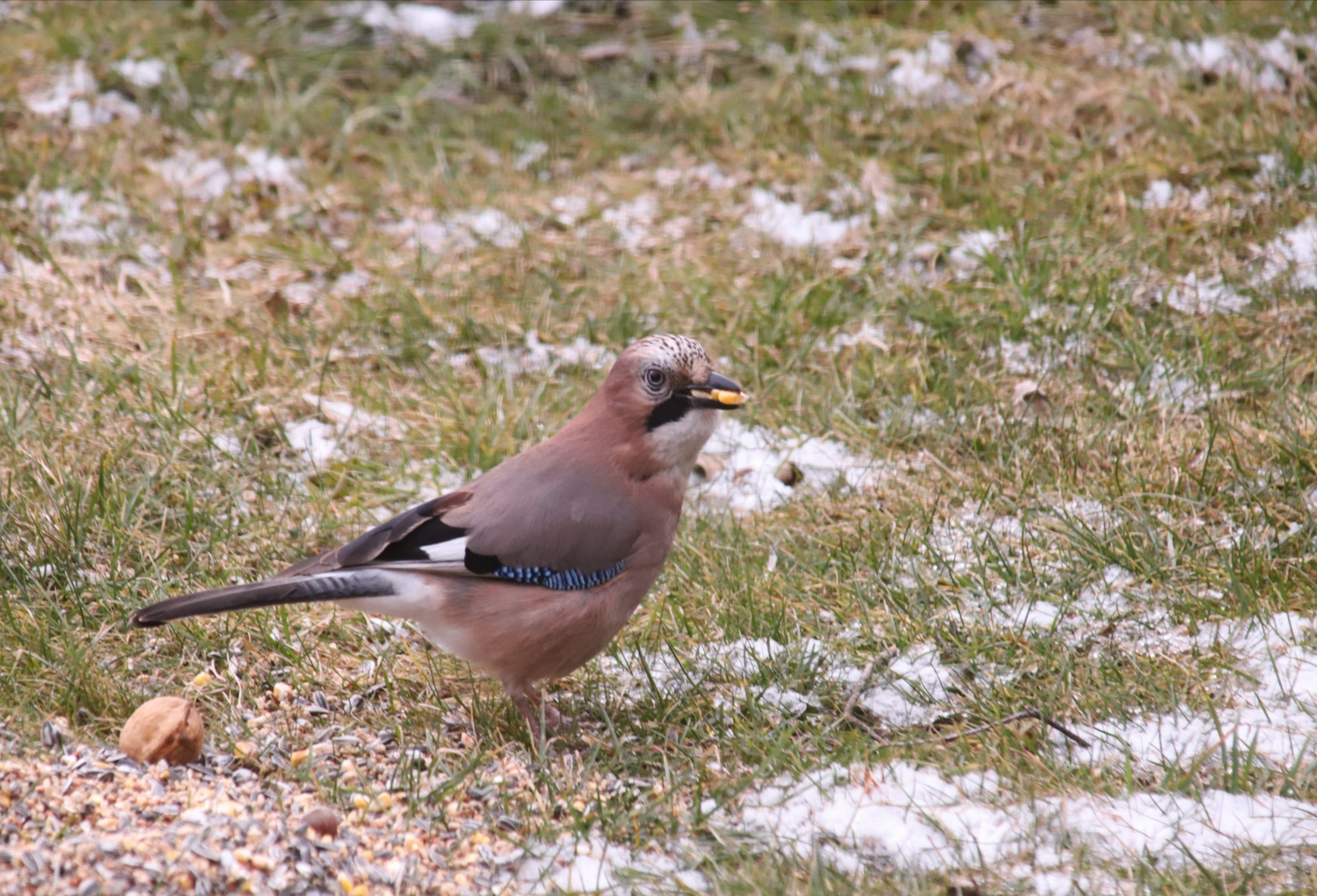
Eichelhäher mit Maiskorn
(Im Winter an einem Futterplatz für Wildvögel)

Das Nahrungsspektrum des Eichelhähers ist sehr umfangreich, wobei meist das jahreszeitliche Angebot ausgenutzt wird. Von Frühjahr bis Herbst überwiegt daher der tierische Anteil, was zum Teil am Angebot, zum Teil daran liegt, dass die Nestlinge hauptsächlich mit tierischer Nahrung versorgt werden. Im Spätherbst und im Winter nimmt der pflanzliche Anteil stark zu. Dieser besteht zu einem guten Teil aus Vorräten, die ganzjährig, aber vor allem vor dem Winter angelegt werden.
Als pflanzliche Nahrung werden Eicheln bevorzugt, aber auch andere Nussfrüchte wie Bucheckern, Haselnüsse und Edelkastanien werden genutzt. Sind diese nicht in ausreichendem Maße vorhanden, wird auf Ackerfrüchte ähnlicher Beschaffenheit wie vor allem Mais, aber auch Getreide und Buchweizen ausgewichen. Vor allem in Osteuropa wurde in Eichelfehljahren eine verstärkte Nutzung von Mais beobachtet. Neben dieser Hauptkost werden bei Gelegenheit auch zahlreiche Baumsamen, Nüsse, Beeren und Steinfrüchte, Kernobst, Hülsenfrüchte und Kartoffeln, Pilze, Knospen oder Pflanzengallen verzehrt. Obst wird offenbar bei schlechtem Insektenangebot auch als Nestlingsnahrung genutzt.
Zur tierischen Nahrung zählen vor allem Raupen von Schmetterlingen und Blattwespen sowie Käfer. Raupen und Engerlinge spielen besonders zur Brutzeit und als Nestlingsnahrung eine Rolle. Bei Massenvermehrungen bestimmter Arten wird das Angebot oft ausgiebig und zeitweise nahezu ausschließlich genutzt. Im Hochsommer werden gerne an Waldrändern Heuschrecken erbeutet. Als Nahrungsergänzung kommen in meist sehr viel geringeren Anteilen Spinnen und andere Gliederfüßer hinzu.
Auch kleinere Wirbeltiere zählen zur Nahrung, wobei neben selbst erbeuteten Tieren bisweilen auch Aas gefressen wird. Zur Beute zählen kleine Reptilien und Säugetiere bis zur Größe junger Kaninchen. Auch Gelege, Nestlinge und junge Kleinvögel bis kurz nach dem Ausfliegen zählen zum Nahrungsspektrum. Der Nahrungsanteil, den Eier und Vögel ausmachen, ist dabei meist gering, letztere werden vermutlich hauptsächlich erbeutet, wenn fast flügge Jungvögel zu ernähren sind. Jedoch gibt es offenbar in seltenen Fällen Individuen, die sich auf Nestprädation spezialisiert haben und sich die Hassreaktionen von anderen Singvögeln beim Auffinden von Nestern zunutze machen.
Trotz des breiten Nahrungsspektrums zeigt sich der Eichelhäher oft wählerisch. Die Nahrung wird offenbar meist vor dem Verzehr mit der Zunge auf ihren Geschmack geprüft. Klebrige Nahrung oder behaarte Insekten werden beispielsweise oft zurückgewiesen. Auffallend farbige Insekten verzehrt der Eichelhäher höchstens sehr misstrauisch und vorsichtig, stachelbewehrte Insekten frisst er jedoch ohne weiteres auch mit Stachelapparat. Amphibien werden offenbar aufgrund ihrer Absonderungen verschmäht, Würmer und Schnecken nur von einigen Individuen als Nahrung angenommen.

### Nahrungserwerb
Zur Brutzeit suchen die Vögel ihre Nahrung vorwiegend in den Baumkronen. In der Zeit, in der pflanzliche Kost überwiegt, sammeln sie diese sowohl in Bäumen und Sträuchern als auch auf dem Boden. Häufig geht der Eichelhäher zu Fuß auf Suchjagd, durchwühlt die Falllaubschicht, stochert mit dem Schnabel in Spalten und zwischen Baumwurzeln oder sucht hinter der Rinde von Bäumen nach Nahrung. Auch Tierkot oder menschliche Abfälle durchsucht er. Bei der Jagd auf Insekten wurde eine Art der Flugjagd beobachtet, die an die der Würger erinnert.
Bisweilen wurde beobachtet, dass der Eichelhäher andere Arten parasitiert. So vertreibt er etwa Spechte bei der Nahrungssuche, um sich deren Futterstellen anzueignen, oder er bedient sich an den umfangreichen Nahrungsdepots von Eichhörnchen. Von einem Paar wurde berichtet, dass es von einem Turmfalkenhorst Beutetiere entwendete.
Der Eichelhäher ist recht geschickt bei der Nahrungsaufbereitung, insbesondere von hartschaligen Früchten. Feste Gegenstände bearbeitet er meist mit dem Schnabel, wenn dies nicht erfolgreich ist, auch unter Zuhilfenahme der Zehen. Eicheln werden meist mit dem Schnabel aufgebissen, aufgehebelt, in drehender Bewegung geschält, seltener aufgehackt. Manchmal werden sie dabei mit den inneren Zehen festgehalten, während die anderen die Sitzgelegenheit umgreifen. Teilweise werden schon die unreifen Eicheln von den Bäumen gepflückt.

### Vorratshaltung
Der Eichelhäher legt das ganze Jahr über Depots aus überschüssiger Nahrung an. Mit dem gezielten Sammeln von Eicheln und anderen Nussfrüchten beginnt er aber erst zu deren Reife im August, was bis in den frühen Winter, bisweilen auch bis ins nächste Frühjahr anhalten kann. Auf dem Höhepunkt im Oktober verbringt der Vogel oft 10 bis 11 Stunden täglich mit dem Sammeln. Dazu werden teils große Strecken von 5 bis 8 km überwunden, um beispielsweise fruchtende Eichenbestände oder Einzelbäume aufzusuchen. Meist sind die Entfernungen aber kürzer. Bei längeren Sammelflügen werden etwa 5 bis 7, manchmal bis zu 10 Eicheln im Schlund gesammelt und in das eigene Revier transportiert. Für eine weitere Eichel ist zudem im Schnabel Platz. Der Vogel versteckt die Eicheln bevorzugt auf strukturierten Flächen an Waldrändern und Lichtungen. Die Früchte werden einzeln, seltener zu zweien oder dreien in der Bodenstreu, in Löchern und Spalten, in der Vegetation oder an Baumwurzeln versteckt, mit einigen Schnabelhieben hineingetrieben und hernach grob zugedeckt. Beim Wiederauffinden der Vorräte orientiert sich der Eichelhäher an den Gegebenheiten in der Landschaft, so dass er sie auch unter einer höheren Schneedecke erstaunlich zielgenau finden kann. Bei einer Untersuchung in Sachsen-Anhalt wurde für die etwa 20-tägige Hauptsammelzeit ermittelt, dass ein einzelner Eichelhäher bis zu 2200 Eicheln, also etwa 11 kg an Vorräten anlegt. Dies wurde für die gesamte Sammelzeit auf etwa 3000 Eicheln bzw. 15 kg pro Vogel hochgerechnet. Andere Untersuchungen kamen auf 4600 bis 5000 Eicheln pro Vogel. Die Vorräte werden ab etwa einer Woche nach der Sammelzeit angerührt und sogar teilweise noch im folgenden Jahr an ältere Jungvögel verfüttert. Vermutlich wird aber nur ein geringer Prozentsatz wirklich genutzt, wodurch der Eichelhäher zur Verbreitung von Eichensämlingen beiträgt.

## Fortpflanzung
Eichelhäher führen eine monogame Saisonehe und tätigen eine Jahresbrut. Bei Verlust des Geleges kommen Nachgelege vor. Junge Eichelhäher sind vermutlich bereits ab dem ersten Jahr geschlechtsreif, ein großer Teil brütet aber erst im zweiten Jahr.

### Revierverhalten
Der Eichelhäher verbringt in Mitteleuropa meist das ganze Jahr in einem Revier, dessen Grenzen nur relativ grob festgelegt sind und das nur zur Brutzeit verteidigt wird. Außerhalb der Brutzeit ist die Art eher gesellig, aber auch während derselben wird das Revier nur gegen offensichtliche Rivalen verteidigt. Andere, subdominante Vögel werden oft geduldet.
Die Revierabgrenzung und die Nistplatzwahl erfolgen bei Stand- und Strichvögeln ab Februar, bei Zugvögeln gleich nach der Rückkehr, die manchmal recht spät liegen kann.

### Frühjahrsversammlungen
Wie bei anderen Rabenvogelarten kommt es beim Eichelhäher im Frühjahr oft zu zeremoniellen Versammlungen, die bei dieser Art besonders häufig und lautstark ablaufen. Sie bestehen aus 3 bis 30, seltener bis zu 50 Vögeln und sind ab März, manchmal bis Mitte Mai oder bis in den Juni hinein zu beobachten. Bisweilen entstehen sie schon innerhalb heimziehender Trupps. Bereits verpaarte Vögel nehmen daran Teil oder ignorieren das Treiben, was allerdings bisher nur durch Beobachtungen an Volierenvögeln festgestellt werden konnte.
Die Versammlung beginnt mit lauten, gemeinschaftlichen Verfolgungsflügen, die geradlinig, im Zickzack oder im Kreis ablaufen können. Auffällig ist, dass die Vögel sich mit seltsam kurzen Flügelschlägen fortbewegen. Im Folgenden fällt der gesamte Trupp in einer Baumkrone oder an einem anderen exponierten Ort ein und gliedert sich dann in Paare oder kleine Gruppen, die sich hüpfend oder fliegend über kurze Strecken nachjagen. Dabei ist eine Reihe von Lautäußerungen zu vernehmen, die zu anderen Gelegenheiten nicht zu hören sind, etwa ein räh-räh, ein tiefes kroi-kroi und verschiedene Arten von Pfeif- und Schwatzlauten. Nach einiger Zeit verstummen alle Vögel und sitzen sich in Paaren oder Gruppen gegenüber. Durch das Anlegen und Sträuben bestimmter Gefiederpartien wirken die Vögel dabei seltsam dünnhalsig. Bald darauf löst sich die Versammlung auf und die einzelnen Vögel gehen wieder ihrem Tagesgeschäft nach. Die Bedeutung dieser Versammlungen ist nicht ganz klar, da sie aber häufig mit einer Kopula abgeschlossen werden, haben sie vermutlich eine sexuelle Bedeutung oder dienen der Partnerfindung. Weiterhin wurde vermutet, dass sie die Synchronisation des Brutverhaltens oder die Neuordnung der Reviergrenzen bewirken sollen.

### Nestbau

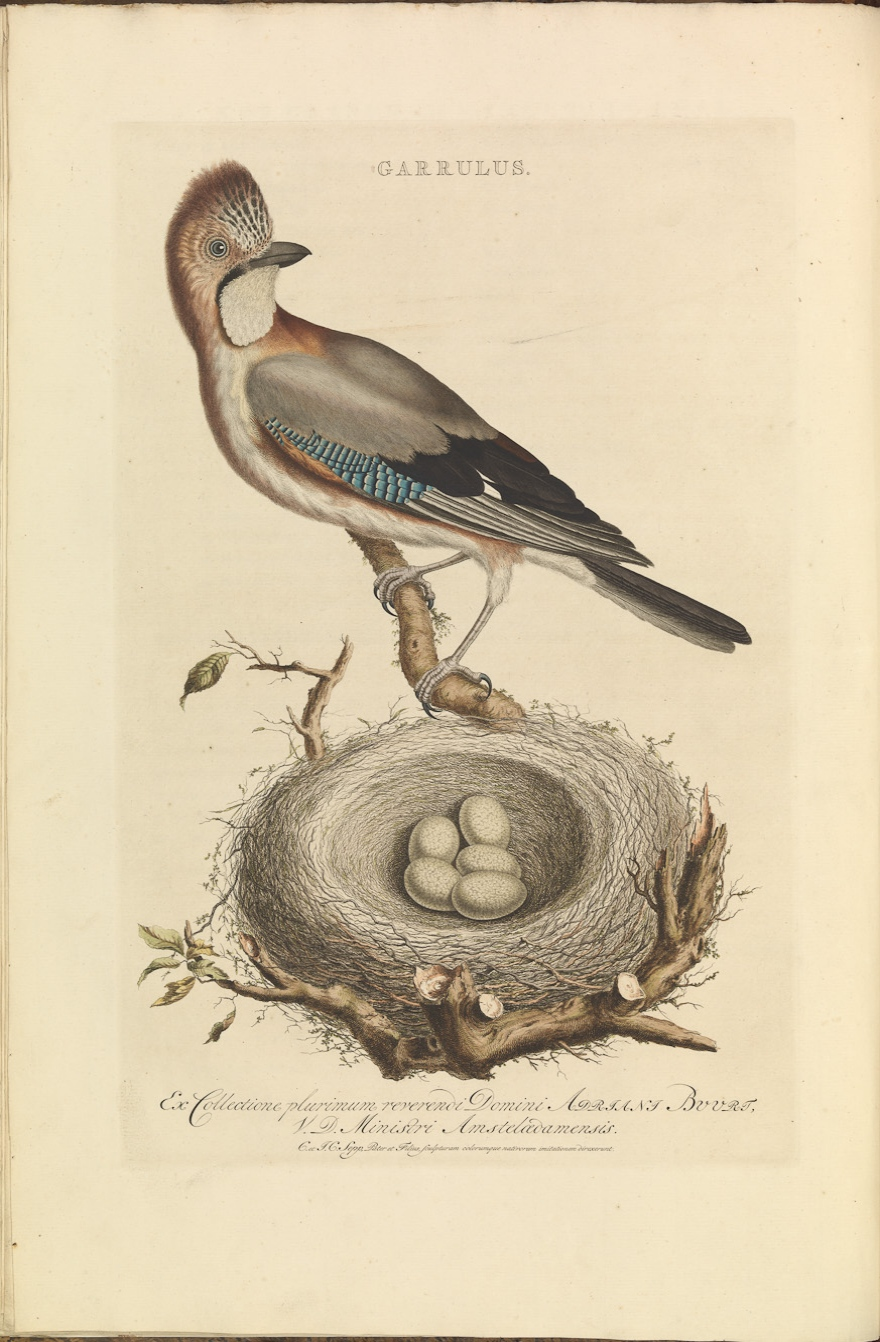
Eichelhäher und Nest (in Nederlandsche Vogelen, 1770)

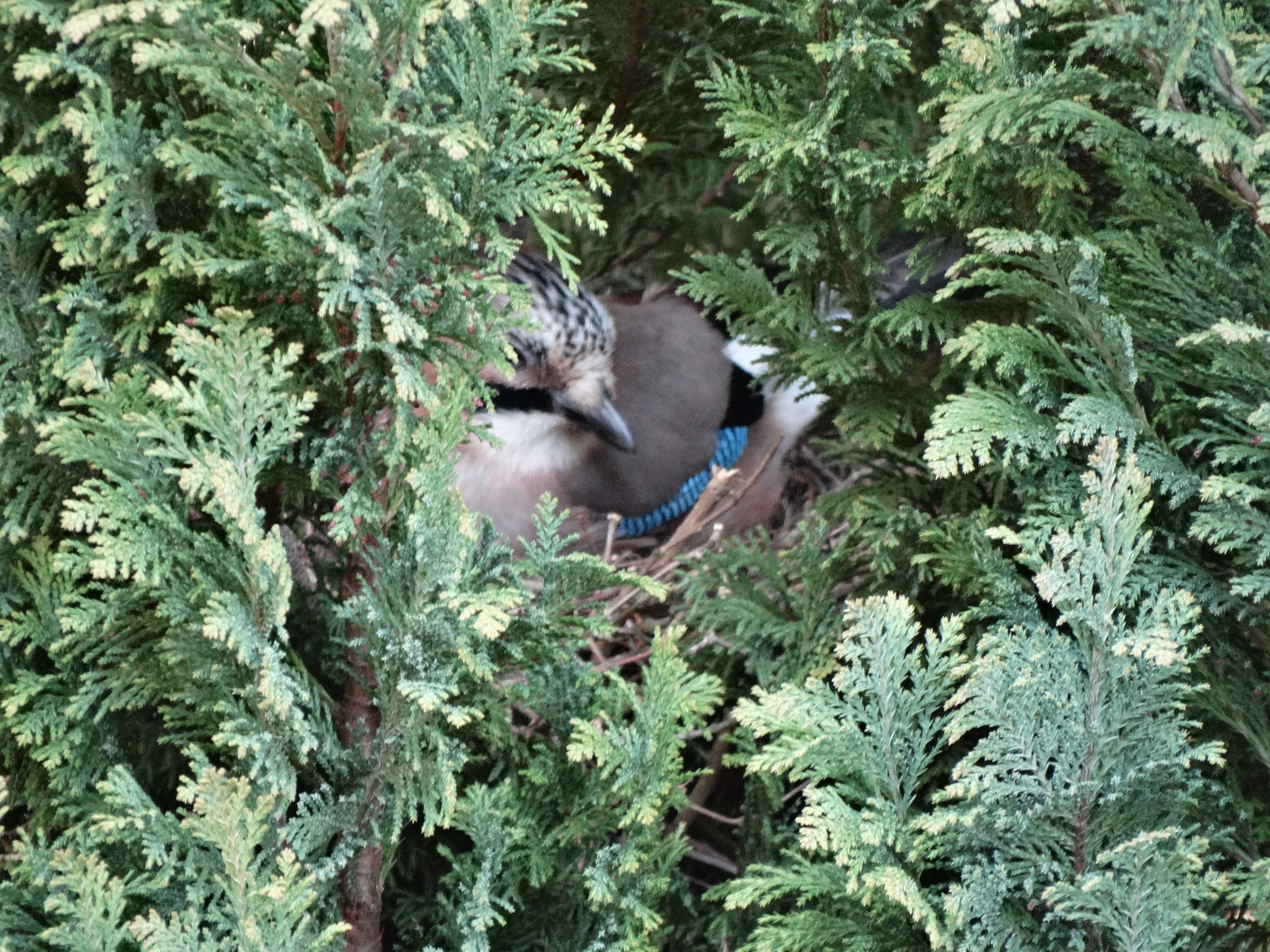
Brütender Eichelhäher (April 2015 in Oberfranken)

Die Nistplatzwahl erfolgt vorwiegend durch das Männchen. Bevorzugt werden Standorte in den Wipfeln der unteren Baumschicht, wie etwa Unterwuchs oder Stangenhölzer, seltener steht es in Büschen. Die meisten Nester wurden in Höhen zwischen 1,5 und 8 m gefunden. In Ausnahmefällen gab es auch Nester in 30 m Höhe oder Bodenbruten. Das Nest ist gut im dichten Geäst verborgen, wobei die Wahl der Nestbäume meist auf die Zusammensetzung des jeweiligen Waldgebietes zurückzuführen ist. Bisweilen kann es zu lokalen Vorlieben kommen. So brütet der Eichelhäher mancherorts gerne in Fichten- und Tannendickichten, vermutlich eine Anpassung an Predation durch Habicht und Sperber. Gelegentlich werden alte Nester von anderen Vögeln wie Mäusebussard oder Elster angenommen, seltener finden Bruten in Halbhöhlen oder Nistkästen statt. Einige Nester wurden an menschlichen Gebäuden gefunden.
Das Nest, an dessen Bau sich beide Geschlechter beteiligen, besteht außen aus Zweigen und frischen Reisern, die nach oben und zur Nestmulde hin feiner werden. Bisweilen wird in dieser Schicht auch Erde verbaut. Die innere Schicht besteht aus feinen Zweigen von Laubbäumen, die Nestmulde wird mit Stängeln, Gräsern oder Fasern ausgekleidet. Am Grund der Mulde finden sich Moos, Blätter, Würzelchen und Rinde, am Rand wird sie mit feinem Material wie Federn, Haare, Fäden gepolstert. Der Außendurchmesser liegt zwischen 16 und 40 cm, die Nesthöhe bei 8,5 bis 26 cm. Die Mulde ist zwischen 5 und 9,5 cm tief.

### Gelege und Bebrütung

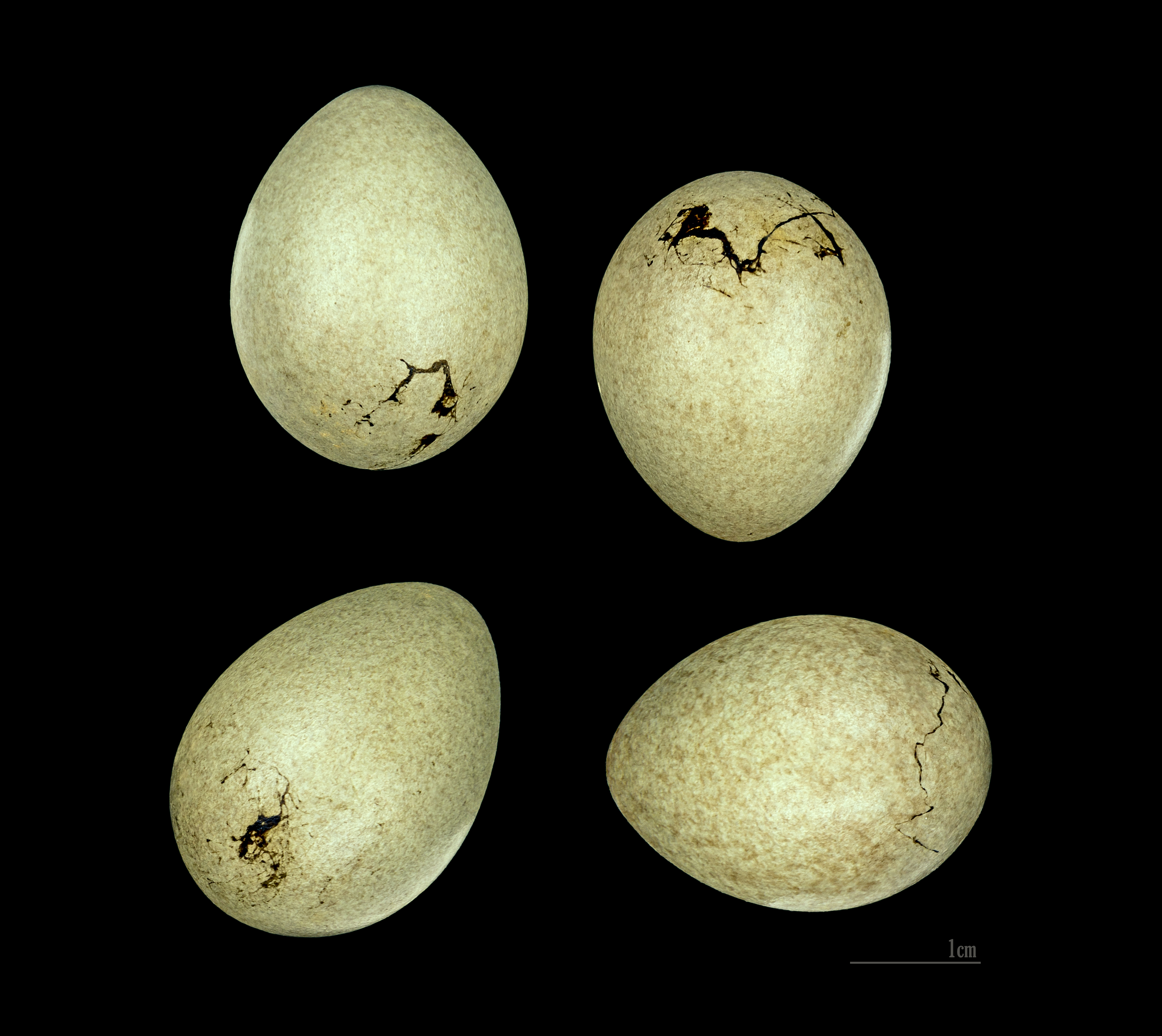
Eier des Eichelhähers

Der Eichelhäher schreitet für gewöhnlich später als andere Rabenvögel zur Eiablage. Diese findet meist erst bei völliger Laubdeckung statt, so dass der Zeitpunkt von Jahr zu Jahr um bis zu drei Wochen schwanken kann. Er liegt in Mitteleuropa zwischen Mitte April und Anfang Mai.
Das Gelege besteht aus 4 bis 7, seltener 8 und höchstens bis zu 10 Eiern. Sie sind oval bis kurz- oder spitzoval und messen durchschnittlich etwa 31 × 23 mm. Sie zeigen wenig oder keinen Glanz und sind auf hellem Grund, der grünlich, bräunlich oder sandfarben sein kann, sehr fein hellbraun bis grünbraun gesprenkelt. Die Sprenkelung kann sehr dicht und gleichmäßig verteilt sein oder verwaschen wirken, so dass die Eier einen einfarbigen Eindruck machen.
Die Vögel legen ihre Eier im Abstand von 24 Stunden und bebrüten sie ab dem dritten oder vierten Ei. Die Brut dauert zwischen 16 und 17 Tage, seltener länger.

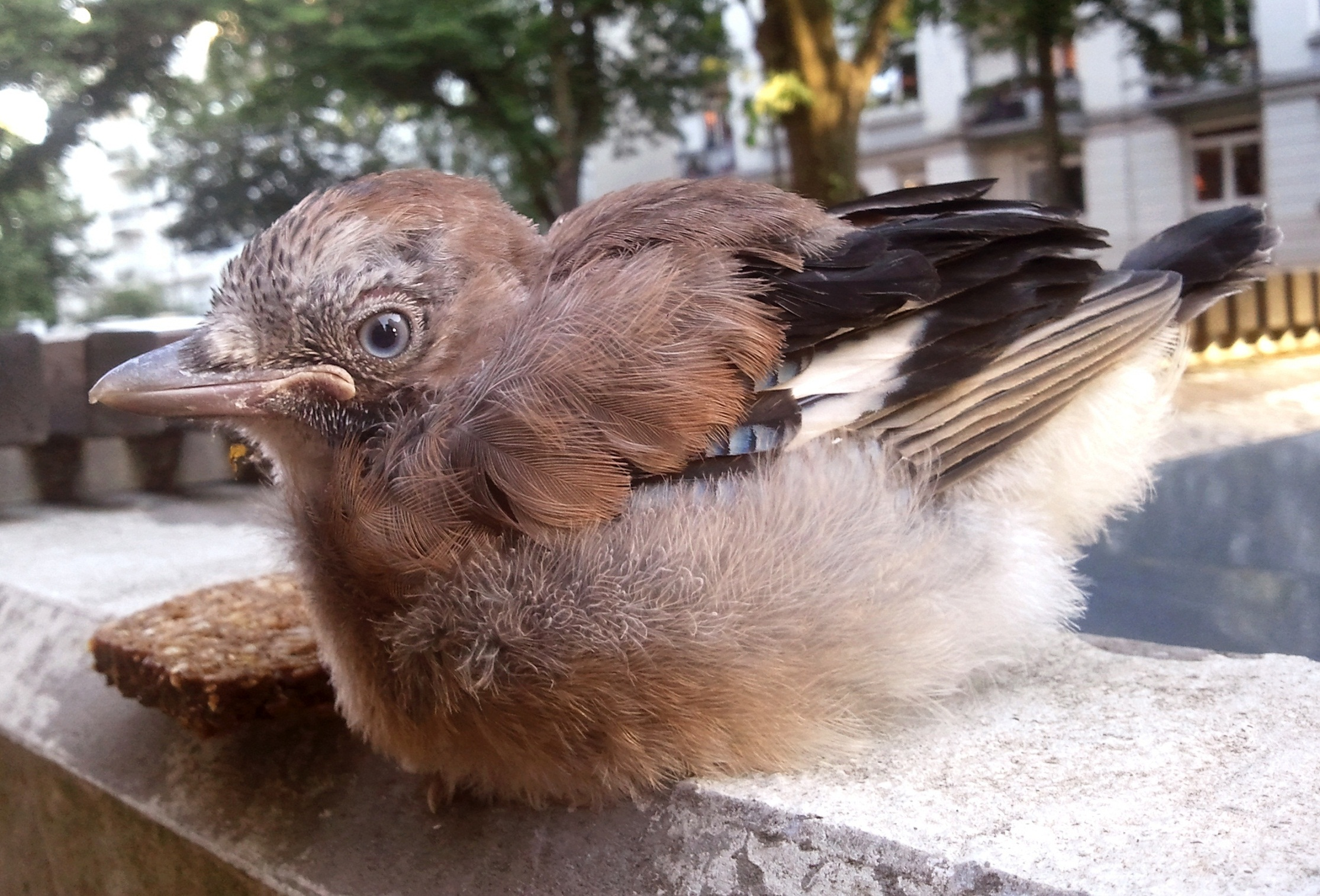
Jungvogel

### Jungenaufzucht
Die Jungen schlüpfen meist innerhalb von 24 bis 30 Stunden, die Nestlingszeit dauert 20 bis 22 Tage. Nach dem Verlassen des Nestes werden die Jungen noch 3 bis 4 Wochen lang gefüttert.

### Bruterfolg und Alter
Während der Eiablage kommt es recht häufig zum Verlust des Geleges durch Eichhörnchen, Bilche, Elstern oder andere Eichelhäher. Mit der Bebrütung und dem Zeitpunkt, zu dem das Blätterdach voll geschlossen ist, nimmt die Wahrscheinlichkeit von Verlusten ab.
Das festgestellte Höchstalter von Eichelhähern betrug sowohl in Freiheit als auch in Gefangenschaft 17 Jahre.

## Bestandsentwicklung
Vor allem in Europa gab es verschiedene großräumig oder regional ausgeprägte, langfristige Bestandsveränderungen, die recht unterschiedliche Ursachen haben.
In vergangenen Jahrhunderten wurde der Eichelhäher als angeblicher Forstschädling und potentieller Nesträuber jagdbarer Hühnervogelarten verfolgt und die Jagd – teils bis in die 1880er Jahre – durch Prämienzahlungen unterstützt. Lokal war der Eichelhäher daher fast ausgerottet. Zu Beginn des 20. Jahrhunderts ließ der Verfolgungsdruck dann stark nach. Dies machte sich ab den 1920er Jahren als deutliche Bestandserholung bemerkbar.
Einhergehend mit der Bestandserholung wurde auch eine Tendenz zur Ausbreitung in Städten beobachtet, die insbesondere in den 1920er und 1930er Jahren eingesetzt hat und ihren Höhepunkt zwischen den 1950er und 1970er Jahren erreichte. In östlicheren Regionen Europas wie Polen oder dem Baltikum fand diese Entwicklung erst später statt, Russland erreichte sie erst etwa in den 1990er Jahren. Mittlerweile ist dieser Trend in Mittel- und Westeuropa abgeklungen und der Eichelhäher weitgehend wieder als Brutvogel aus den Städten verschwunden.
Gleichzeitig zu diesem Trend konnte der Eichelhäher infolge der Klimaerwärmung ab den 1920ern seine nördliche Arealgrenze in Skandinavien stark ausdehnen, auch wenn in Bereichen nördlich der Laubwaldzone die Siedlungsdichten meist geringer blieben. Bei der westsibirischen Unterart G. g. brandtii ist eine Arealausdehnung nach Norden bereits seit den letzten Jahrzehnten des 19. Jahrhunderts zu verzeichnen gewesen.
Auch die Höhenausbreitung in einigen Gebirgen wurde durch wärmeres Klima beeinflusst, so im West-Sajan. In Mitteleuropa liegt die Ursache dafür, dass der Eichelhäher heute oft in höheren Lagen brütet, meist in der vermehrten Strukturierung der Bergwälder durch Holzeinschlag. In Schottland waren hingegen Aufforstungen eine Ursache für die Ausdehnung der Arealgrenze nach Norden.
Der Bestand in Europa wurde 2004 auf etwa 6 bis 13 Millionen Brutpaare geschätzt, was – Nichtbrüter dazugerechnet – etwa 18 bis 39 Millionen Individuen entsprechen würde. Der Weltbestand würde dann hochgerechnet zwischen 36,7 und 156 Millionen Vögeln liegen. Verlässliche Zahlen hierzu gibt es nicht.

## Namensgebung

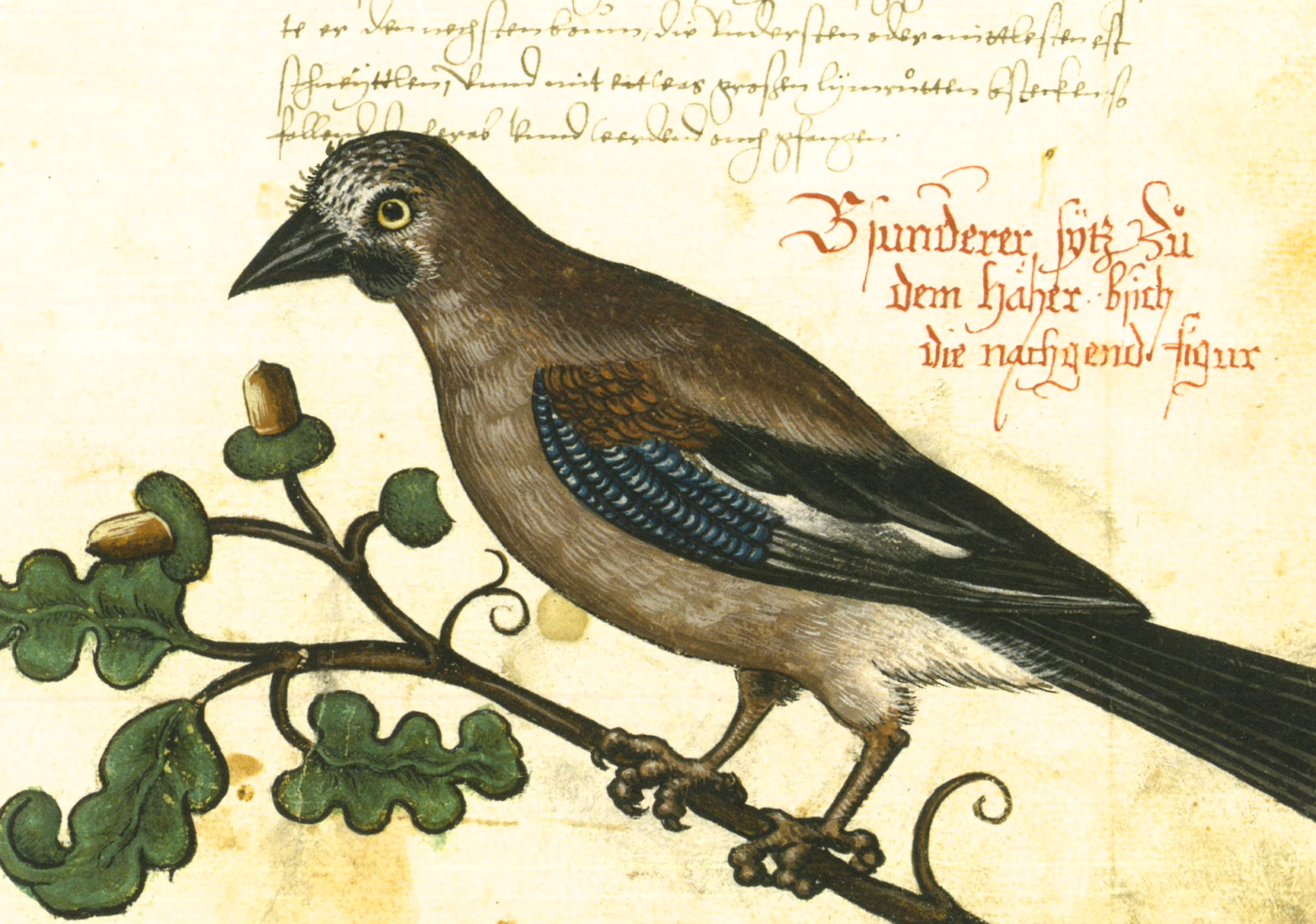
Darstellung aus dem Vogelbuch von Jodocus Oesenbry, 1575

Neben der heute üblichen Bezeichnung als Eichelhäher sind zahlreiche andere Trivialnamen belegt. Darunter sind Namenskombinationen aus verschiedenen Schreibweisen von Häher (beispielsweise Heyer, Heger, Hehr) und Attributen wie Eichel-, Wald-, Holz-, Spiegel-, Baum- oder Nuss-. Manchmal wird der Bestandteil -häher auch durch -rabe, -elster, -krähe, -vogel, -schreier oder Ähnliches ersetzt. Viele der Namen sind lautmalerisch und ahmen verschiedene Rufe nach wie Gäckser, Tschäcker, Jägg, Gäbsch oder Gräcke oder Her(r)eggrägger. Dies ist, wie im Englischen (jay), auch in vielen anderen Sprachen der Fall. Häufig wird die Art zudem in Bezug auf ihr Warnverhalten als Markwart (auch Markolf, Marquard(t) oder ähnlich) sowie als Herold bezeichnet.

## Sonstiges
Durch seine Vorratshaltung und die unvollständige Nutzung dieser Depots sorgt der Eichelhäher für die Ausbreitung zahlreicher Baumarten. In Mitteleuropa betrifft das vor allem Stiel- und Traubeneiche, aber auch Buchen und Hasel. Solche durch Eichelhäher begründete Baumbestände werden in der Forstwirtschaft als Hähersaaten bezeichnet.
Star und Eichelhäher „emsen sich ein“ – d. h., sie sitzen mit gesträubtem Gefieder auf Waldameisenhügeln und „baden“ in der von den dadurch alarmierten Ameisen verspritzten Ameisensäure. Dies soll Parasiten aus dem Gefieder vertreiben.